# Ludwig Holleck
Ludwig Franz Holleck (* 2. April 1904 in Wien; † 21. September 1976 in Konstanz) war ein österreichischer Chemiker und Hochschullehrer in Bamberg.

## Leben
Holleck studierte ab 1922 Chemie an der Technischen Hochschule Wien und war dort Assistent von Wolf Johannes Müller, bei dem er 1930 promoviert wurde. Am 1. Mai 1933 trat er in die NSDAP ein (Mitgliedsnummer 1.611.149). Als selbsterklärter „militanter Nazi“ verlor er 1934 seine Anstellung in Wien und ging zunächst als wissenschaftlicher Mitarbeiter zur Physikalisch-Technischen Reichsanstalt in Berlin. Anschließend war er Assistent von Walter Noddack an der Albert-Ludwigs-Universität Freiburg, an der er sich 1937 habilitierte und Privatdozent für Physikalische Chemie war. 1939 wurde er in die Wehrmacht einberufen und verwaltete 1940/41 die Kasse des NS-Dozentenbundes in Freiburg. 1941 wurde er außerplanmäßiger Professor für Physikalische Chemie an der Reichsuniversität Straßburg und nach Kriegsende bis 1950 Professor für anorganische Chemie an der Philosophisch-Theologischen Hochschule Bamberg. 1949 bis 1955 war er außerplanmäßiger Professor für Physikalische Chemie in Freiburg, war 1952 bis 1954 Lehrstuhlvertreter in Hamburg und 1955 bis 1961 außerplanmäßiger Professor in Hamburg. Ab 1961 war er Professor für Chemie an der Hochschule in Bamberg, deren Rektor er 1965 bis 1967 war. 1972 ging er in den Ruhestand.
Er befasste sich seit seiner Zeit bei Noddack mit der Chemie seltener Erden, bestimmte deren Wertigkeiten und entwickelte Trennverfahren mit Ionentauschern und komplexchemischen Methoden, und später mit Elektrochemie (organische Polarografie, elektrochemische Reaktionen organischer Verbindungen).

## Schriften
- Physikalische Chemie und ihre rechnerische Anwendung: Thermodynamik, Springer 1950